# یواس‌سی‌جی‌سی ژونیپر (دبلیوال‌بی-۲۰۱)
یواس‌سی‌جی‌سی ژونیپر (دبلیوال‌بی-۲۰۱) (به انگلیسی: USCGC Juniper (WLB-201)) یک کشتی است که طول آن ۲۲۵ فوت (۶۹ متر) می‌باشد. این کشتی در سال ۱۹۹۵ ساخته شد.